# Anatolij Solomin
Anatolij Solomin (ukrainisch Анатолій Соломін, engl. Transkription Anatoliy Solomin; * 2. Juli 1952 in Komarowka, Oblast Pensa) ist ein ehemaliger ukrainischer Geher, der in den 1970er und 1980er Jahren für die Sowjetunion startete.
Bei den Europameisterschaften 1978 in Prag gewann er im 20-km-Gehen Bronze. 1980 wurde er bei den Olympischen Spielen in Moskau über dieselbe Distanz in aussichtsreicher Position liegend disqualifiziert.
1983 gewann er bei den Halleneuropameisterschaften in Budapest den Demonstrationswettbewerb im 3000-Meter-Gehen und wurde Dritter beim Geher-Weltcup über 20 km. Im Jahr darauf wurde er ebenfalls über 20 km Zweiter bei den Wettkämpfen der Freundschaft.
1977 und 1981 wurde er sowjetischer Meister über 20 km.

## Persönliche Bestzeiten
- 20 km Gehen: 1:19:43 h, 24. September 1983, Bergen (ukrainischer Rekord)